# Bunhill Fields

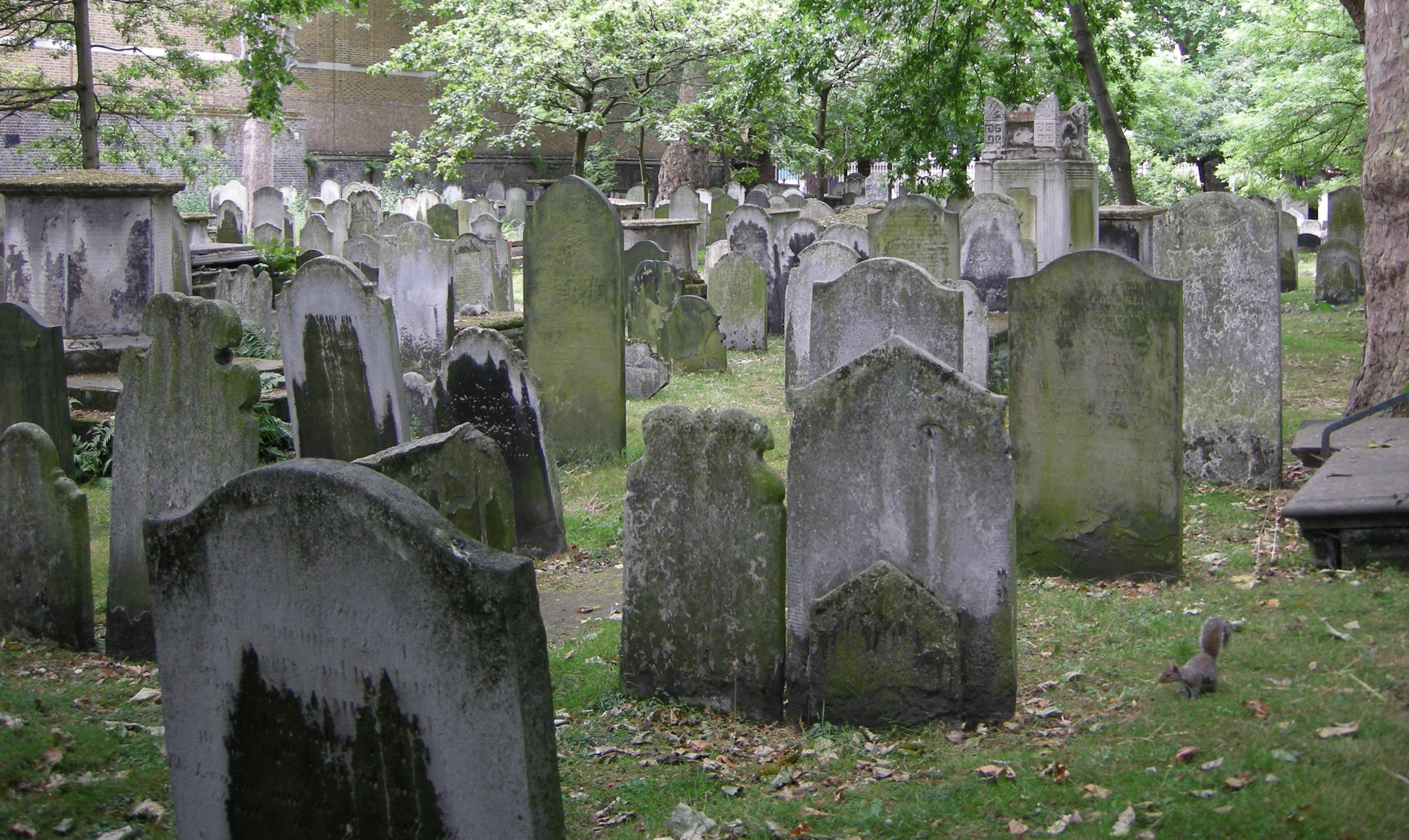
Alte Grabsteine in Bunhill Fields

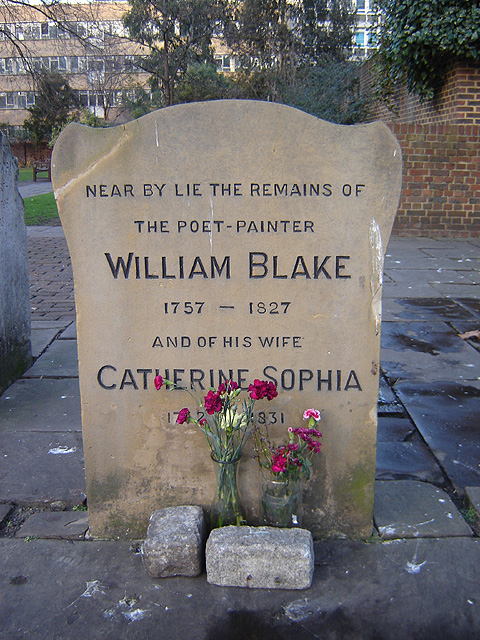
Symbolischer Grabstein William Blakes, die genaue Lage des Grabes ist unbekannt

Das Grab John Bunyans

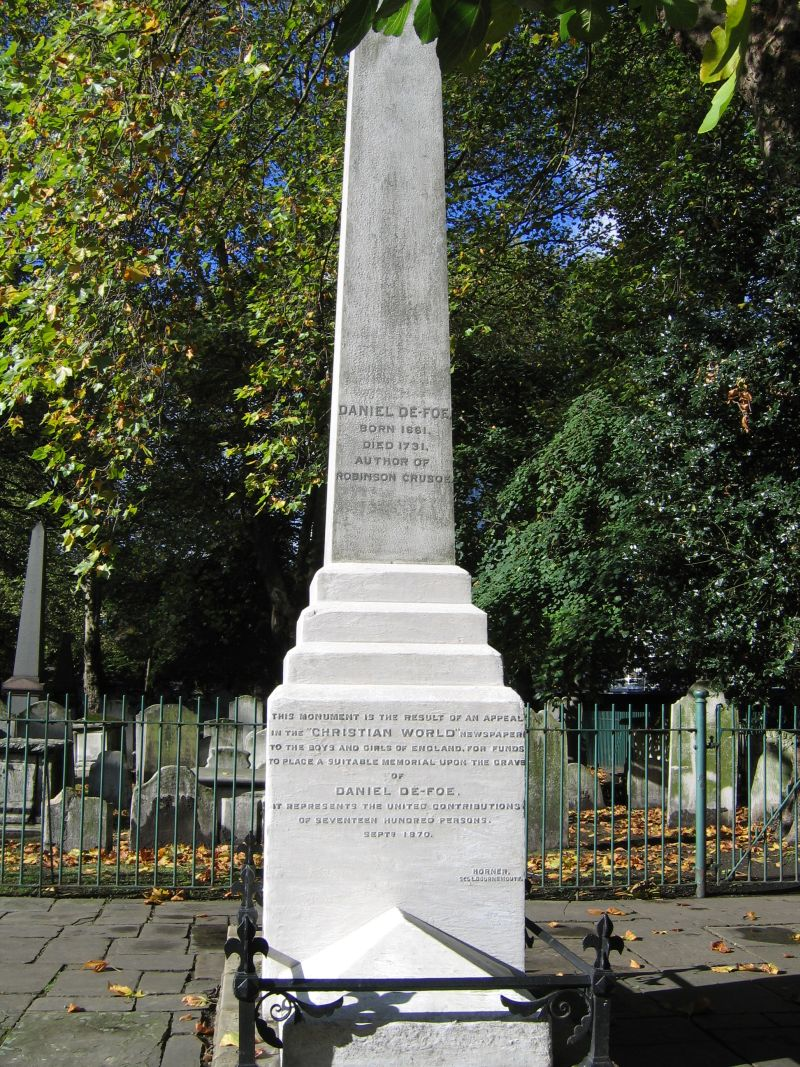
Daniel Defoe

Bunhill Fields (von englisch Bone Hill für „Knochenhügel“) im Londoner Stadtteil Finsbury diente vom späten 17. Jahrhundert bis zu seiner Schließung 1855 den Londoner Nonkonformisten oder Dissenters als Friedhof. Seit 1867 wird das Gelände von der Stadt London verwaltet und als Grünfläche genutzt. Während der Bombardierung Londons durch die deutsche Luftwaffe 1942 wurde Bunhill Fields schwer beschädigt, 1960 wurden daher Restaurierungsarbeiten vorgenommen.
Zu den bekanntesten dort Begrabenen zählen der Theologe und Schriftsteller John Bunyan (Verfasser der Pilgerreise), der Schriftsteller Daniel Defoe (Verfasser des Robinson Crusoe), der Dichter William Blake (Verfasser von Jerusalem), George Fox (Mitbegründer der Quäker), der Theologe John Owen (einer der einflussreichsten Puritaner, Mitverfasser der Savoy Declaration),  der Theologe Theophilus Lindsey (Begründer des englischen Unitarismus), der Komponist Isaac Watts und der Mathematiker Thomas Bayes.